# St Mary’s Church (Nantwich)

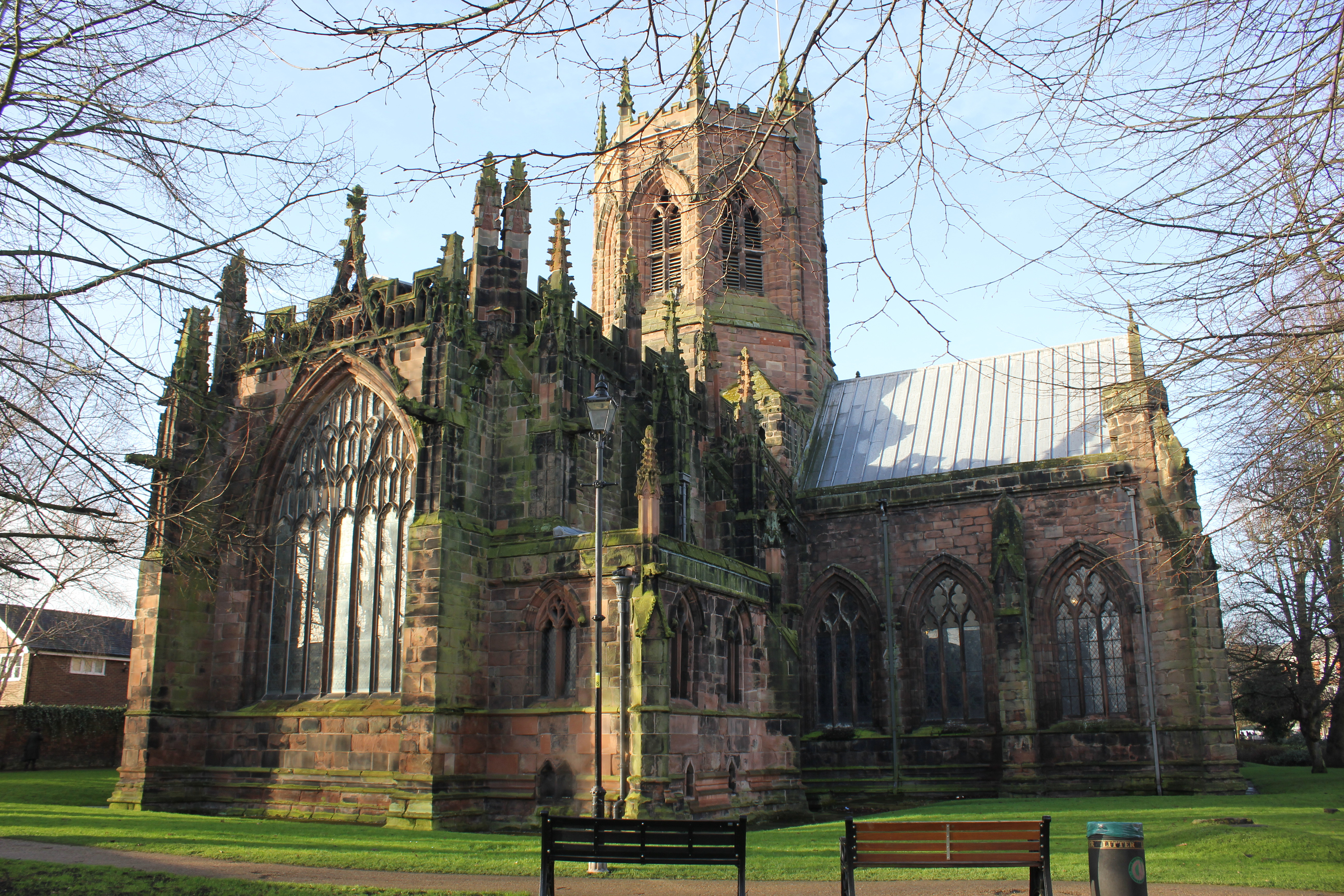
St Mary’s Church, Nantwich, England (von Nordosten)

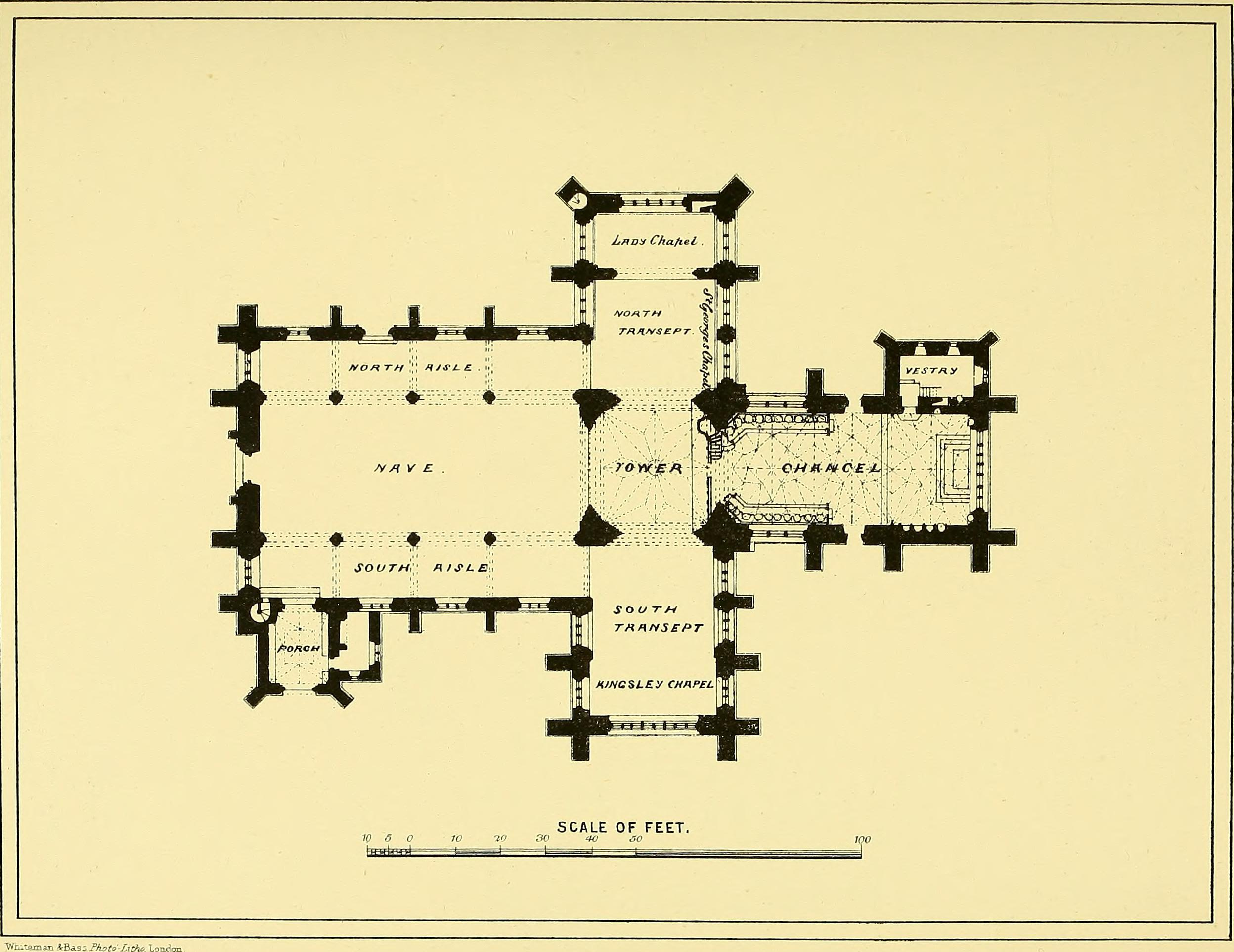
Grundriss

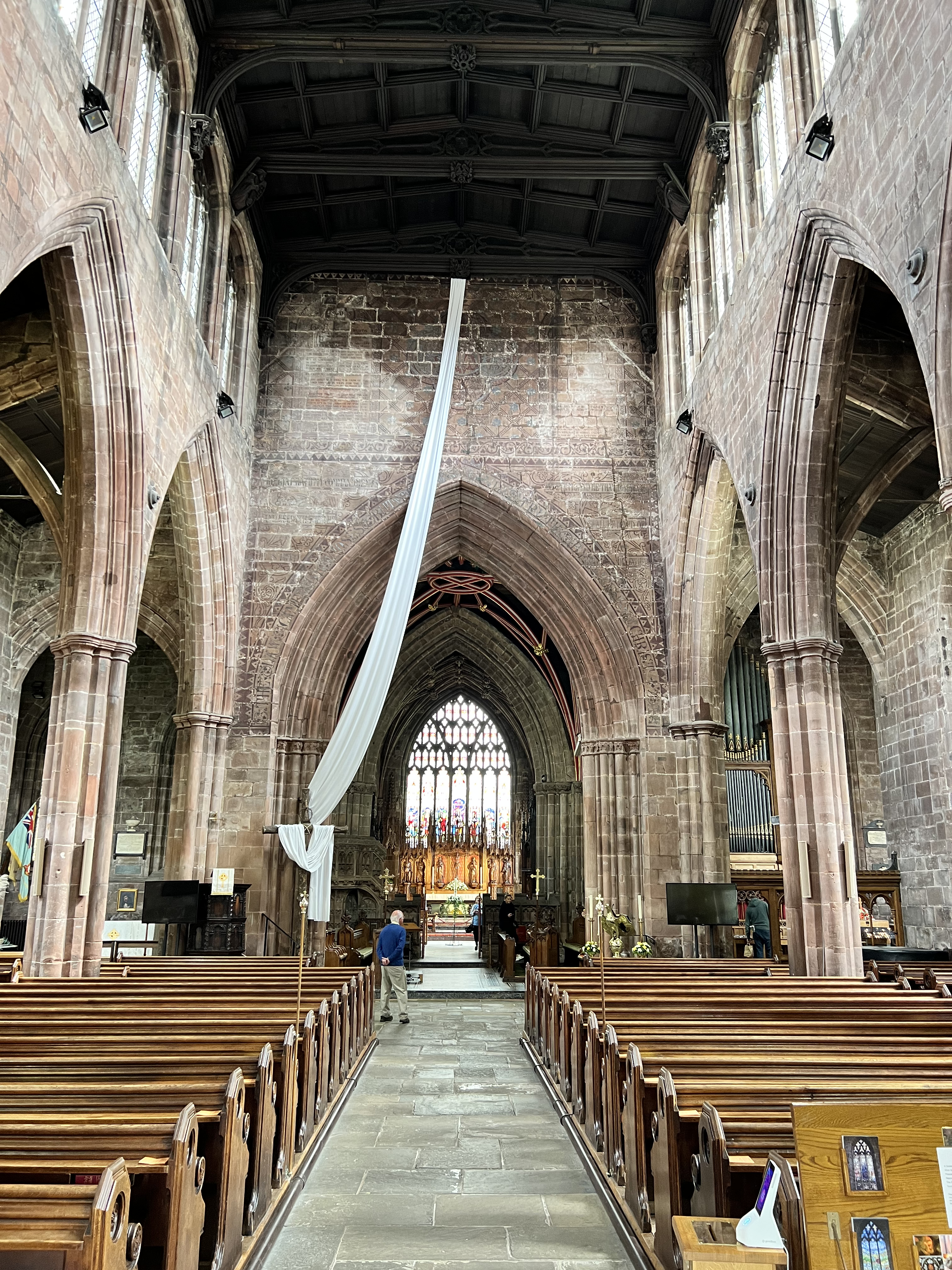
Langhaus, Vierung und Chor

Die der Church of England zugehörige St Mary’s Church in der westenglischen Stadt Nantwich in der Grafschaft (county) Cheshire ist eine zu Ehren der Gottesmutter Maria geweihte Pfarrkirche; sie ist als Grade-I-Bauwerk eingestuft und gehört zum Major Churches Network.

## Lage
Die etwa 40 m hoch gelegene und knapp 20.000 Einwohner zählende Stadt Nantwich liegt am River Weaver etwa 65 km (Fahrtstrecke) südöstlich von Liverpool nahe der Grenze zu Wales. Die St Mary’s Church befindet sich im östlichen Teil der Altstadt.

## Geschichte
Baubeginn der heutigen Kirche war um das Jahr 1340, doch schon wenige Jahre später mussten die Arbeiten wegen der Pest unterbrochen werden; die Fertigstellung des Bauwerks lag gegen Ende des 14. Jahrhunderts. Danach wurden noch mehrere Ergänzungen vorgenommen. Im 19. Jahrhundert wurde die Kirche durch den Architekten George Gilbert Scott restauriert.

## Architektur
Die aus rotem Sandstein erbaute Kirche hat ein Querschiff (transept) und einen oktogonalen Vierungsturm; sie ist im Innern dreischiffig, vierjochig und basilikal angelegt; Holzdecken schließen alle Bauteile nach oben ab. Querschiff und Vierung beenden das Langhaus. Der Chorbereich schließt flach mit einem Perpendicular-Style-Fenster ab.

## Ausstattung
Die meisten Teile der heutigen Ausstattung stammen aus dem 19. Jahrhundert.